# Centaurea tamanianiae
Espèce
Statut de conservation UICN

 CR B2ab(ii,iii,v) : 
En danger critique
Synonymes
- Rhaponticoides tamanianae (M.V.Agab.) M.V.Agab. & Greuter[1]

Centaurea tamanianiae est une espèce de plantes à fleurs de la famille des Astéracées, endémique d'Arménie.

## Répartition et habitat
C'est une plante herbacée endémique de l'Arménie dans le Caucase. Elle pousse dans les steppes de montagne entre 1 800 et 1 900 m d'altitude.